# دوغلاس ماوسون
السير دوغلاس ماوسون الحاصل على زمالة الجمعية الملكية، وزمالة الأكاديمية الأسترالية للعلوم، ورتبة الإمبراطورية البريطانية (منذ 5 مايو من عام 1882 وحتى 14 أكتوبر من عام 1958)، هو عالم جيولوجي أسترالي وأحد المستكشفين في المنطقة القطبية الجنوبية وأكاديميّ. كان قائدًا رئيسيًا للرحلات الاستكشافية خلال عصر البطولات لاستكشاف القطب الجنوبي، إلى جانب روال أموندسن وروبرت فالكون سكوت والسير إرنست شاكلتون.
ولد موسون في إنجلترا وانتقل إلى أستراليا منذ أن كان رضيعًا. أنهى دراسته في هندسة التعدين والجيولوجيا في جامعة سيدني. أصبح محاضرًا في علم الصخور وعلم المعادن في جامعة أديلايد في عام 1905. كانت أول تجربة لماوسون في القطب الجنوبي أثناء عمله كعضو في بعثة نمرود التابعة لشاكلتون (بين عامي 1907 و1909)، جنبًا إلى جنب مع معلمه إيدجوورث ديفيد. كانوا جزءًا من الفريق الشمالي للرحلة الاستكشافية، الذي كان أول من وصل إلى القطب الجنوبي المغناطيسي وتسلق جبل إريباص.
أصبح ماوسون المحرض الرئيسي لإنشاء البعثة الأسترالية للقارة القطبية الجنوبية (بين عامي 1911 و1914)، بعد مشاركته في بعثة شاكلتون الاستكشافية. استكشفت البعثة آلاف الكيلومترات من المناطق غير المستكشفة سابقًا، وجمعت عينات جيولوجية ونباتية، وقدمت ملاحظات علمية مهمة. كان ماوسون الناجي الوحيد من الفريق في أقصى الشرق المكون من ثلاثة رجال، والذي سافر عبر نهري ميرتز ونينيس الجليديين، واللذين سُميا تكريمًا لزميليه اللذين توفيا خلال البعثة. أجبرته وفاتهما على السفر بمفرده لأكثر من شهر من أجل الوصول إلى القاعدة الرئيسية للبعثة.
حصل ماوسون على لقب فارس في عام 1914، وعمل مع الجيش البريطاني والروسي خلال الحرب العالمية الأولى. عاد إلى جامعة أديلايد في عام 1919، وأصبح أستاذًا متفرغًا في عام 1921، وساهم كثيرًا في الجيولوجيا الأسترالية. عاد إلى القطب الجنوبي كقائد للبعثة البحثية البريطانية الأسترالية والنيوزيلندية في المنطقة القطبية الجنوبية (بين عامي 1929 و1931)، ما أدى إلى المطالبة الإقليمية بتشكيل الإقليم الأسترالي في القارة القطبية الجنوبية. أُحيت ذكرى ماوسون من خلال العديد من المعالم، كما ظهر على ورقة الـ 100 دولار أسترالي النقدية منذ عام 1984 وحتى عام 1996.

## أعماله المبكرة
عُين جيولوجيًا في رحلة استكشافية متجهة إلى هيبريدس الجديدة (المعروفة اليوم باسم فانواتو) في عام 1903؛ كان تقريره، جيولوجيّ هيبريدس الجديدة، من أوائل الأعمال الجيولوجية الكبرى حول ميلانيزيا، كما نشر ورقةً جيولوجيةً عن ميتاجونج في نيوساوث ويلز في نفس العام. تأثر مسيرته الجيولوجية بشكل رئيسي بالبروفيسور إيدجوورث ديفيد والبروفيسور أرشيبالد ليفرسيدج. أصبح محاضرًا في علم الصخور وعلم المعادن في جامعة أديلايد في عام 1905. كان أول من حدد ووصف معدن الدافيديت.

## وصلات خارجية
- مؤلفات دوغلاس ماوسون في مشروع غوتنبرغ
- أعمال أو نبذة عن دوغلاس ماوسون على أرشيف الإنترنت